# Béla Nagy (lutte)
Pour les articles homonymes, voir Bela Nagy et Nagy.
Béla Nagy, né le 20 mars 1952 à Nádudvar en Hongrie est un lutteur hongrois. Son principal fait d'armes est d'avoir terminé à la sixième place aux Jeux olympiques lors des Jeux de Séoul.

## Biographie
Nagy participe à ses premiers Jeux olympiques en 1988 à Séoul, où il arrive à la sixième place du classement final après avoir perdu son dernier match contre le Bulgare Valentin Ivanov. En 1992, il participe à ses deuxièmes Jeux olympiques en 1992 à Barcelone. Il finit troisième de son poule, ce qui ne lui permet pas de participer aux rondes finales.

## Palmarès
- Jeux olympiques
  - 6e lors des Jeux olympiques de 1988 à Séoul